# Acalypha wilkesiana
Acalypha wilkesiana es una especie de planta fanerógama perteneciente a la familia de las euforbiáceas.

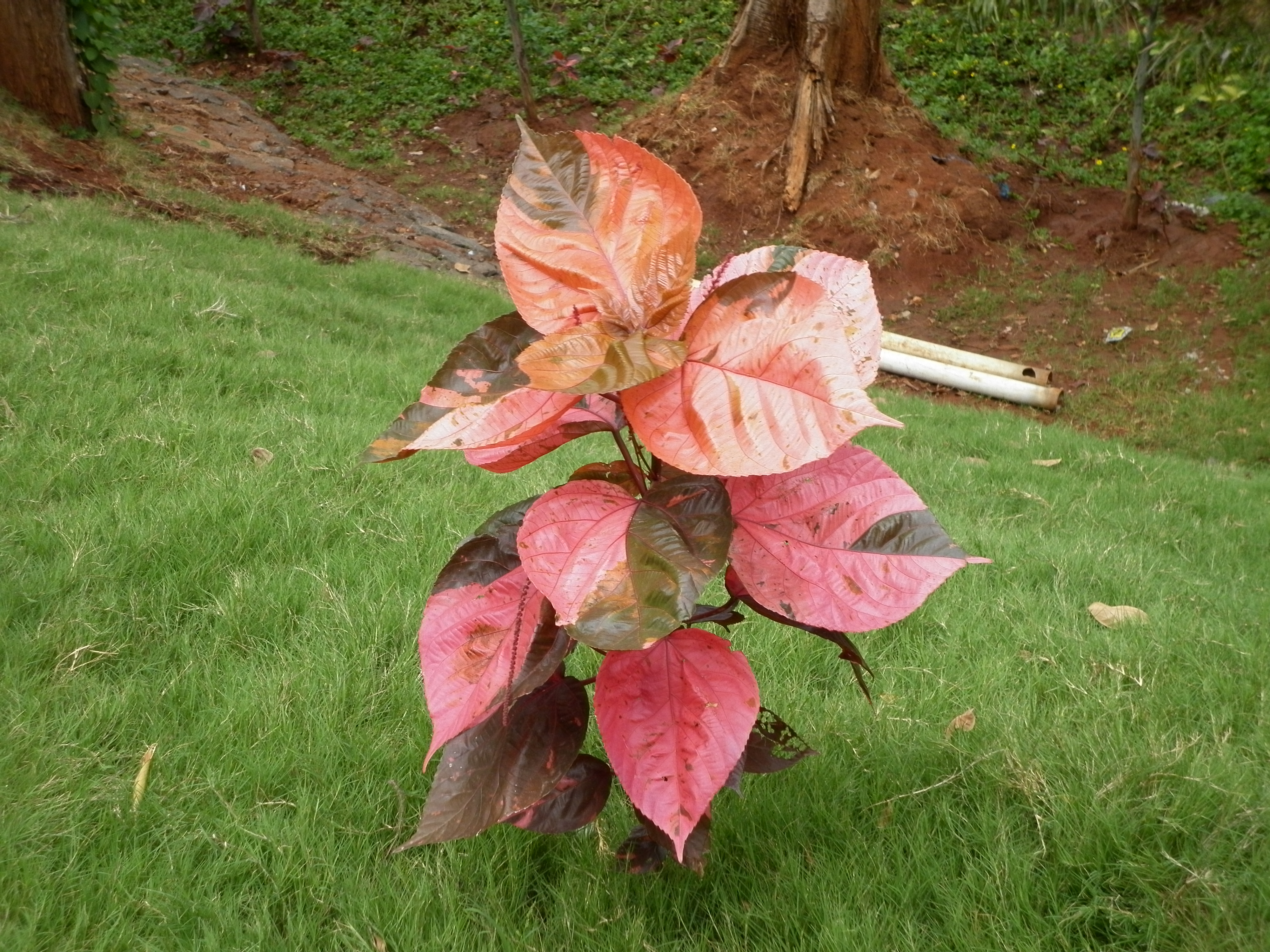
Acalypha wilkesiana at Courtallam

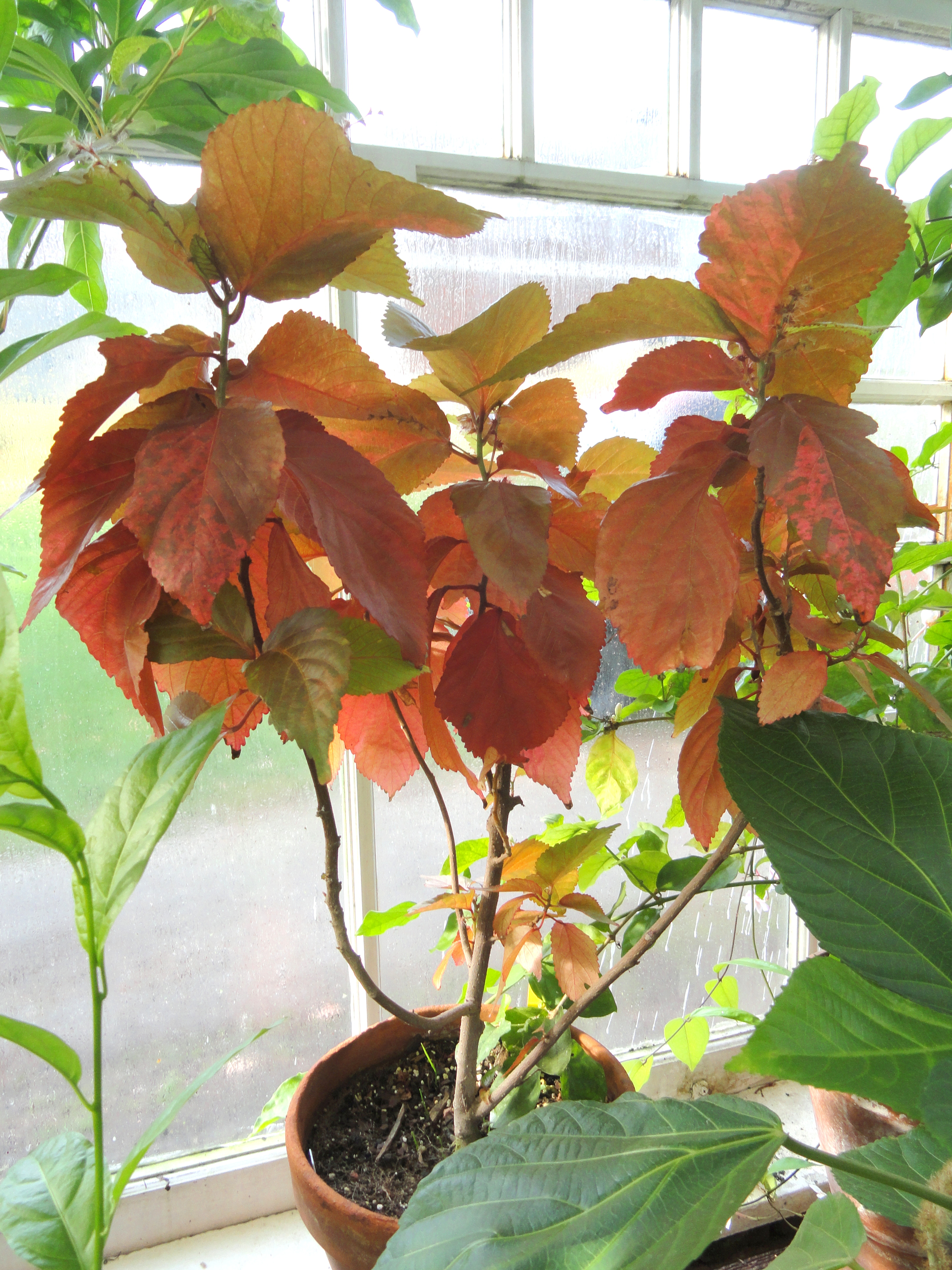
Vista de la planta

## Descripción
Es un arbusto de hoja perenne que alcanza un tamaño de 3 m de altura y se extiende a 2 m de ancho. El tallo es erecto con muchas ramas. Las ramas tienen pelos finos. Tiene una corona dispuesta estrechamente. Las hojas son de color verde cobrizo con salpicaduras rojas. Esto les da un aspecto moteado. Las hojas son grandes y amplias con los dientes alrededor del borde de 10-20 cm de largo y 15 cm de ancho, finamente peludas, planas o arrugadas. Las flores son de color rojizo y se encuentran al final de las ramas. Tienen separadas las flores masculinas y las flores femeninas en la misma planta. Las flores masculinas están en puntos largos que cuelgan hacia abajo, mientras que las flores femeninas están en espigas cortas, no aparecen fácilmente, ya que se ocultan a menudo entre las hojas. Los tallos de las flores miden de 10-20 cm de largo.  

## Distribución
Es una planta tropical y subtropical. Una planta que crece naturalmente en Vanuatu. Se produce en las islas del Pacífico, donde prefiere un suelo ligero y bien drenado. Se adapta a una posición sombreada protegida. Es dañada, tanto por la sequía como las heladas, ya que necesita una temperatura mínima por encima de 10 °C. 

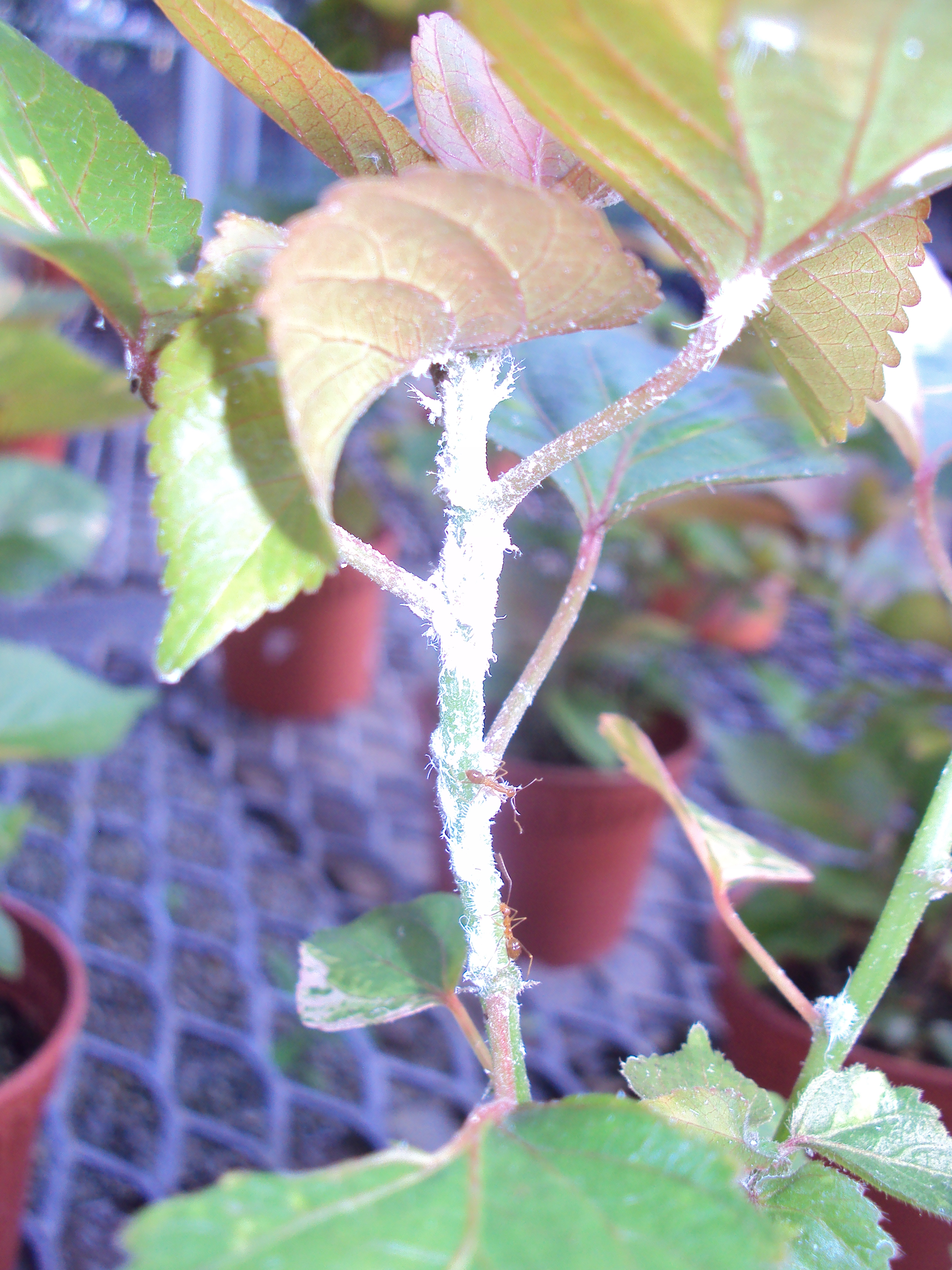
Cochinillas en Acalypha wilkesiana

Se encuentra en África, Asia, Australia, Bahamas, Bermuda, Brasil, Fiyi, Hawái, Indochina, Indonesia, Kenia, Malasia, Nigeria, Isla Norfolk, Pacífico, Pakistán, Papúa Nueva Guinea, Polinesia, Tanzania, Tailandia, Tonga, Uganda, EE. UU., Vanuatu, Venezuela y Vietnam.

## Enfermedades
La planta es susceptible a la infección de la cochinilla, lo que produce el retraso del crecimiento y también causa alta contaminación fúngica en estudios in vitro. Para reducir la infección de la cochinilla, se aplicó etanol al 90% directamente a las infestaciones utilizando pinceles.

## Usos
En el sur de Florida y la América tropical,  es una planta popular al aire libre que ofrece color a lo largo del año. Se utiliza en setos mixtos y bordes de arbustos y como un espécimen de arbusto. En otros lugares se cultiva como planta anual donde su espectacular follaje reemplaza flores desde finales de verano hasta las heladas. También se cultiva en interiores como planta de maceta. Sin embargo, se debe mantener en un lugar húmedo, ambiente cálido, brillante. Cortando las puntas de los brotes en crecimiento para obtener una planta más tupida.
El abigarrado cultivar 'hoffmannii' ha ganado el Award of Garden Merit de la Royal Horticultural Society.

## Propiedades
Acalypha wilkesiana en pomada se utiliza para tratar las enfermedades fúngicas de la piel. Oyelami et al. (2003) llevaron a cabo un estudio no comparativo para evaluar la seguridad y eficacia del ungüento de Acalypha wilkesiana utilizando 32 nigerianos con infección micológica, con la evidencia clínica de micosis. El ungüento controló con éxito las micosis en el 73,3% de los pacientes afectados.

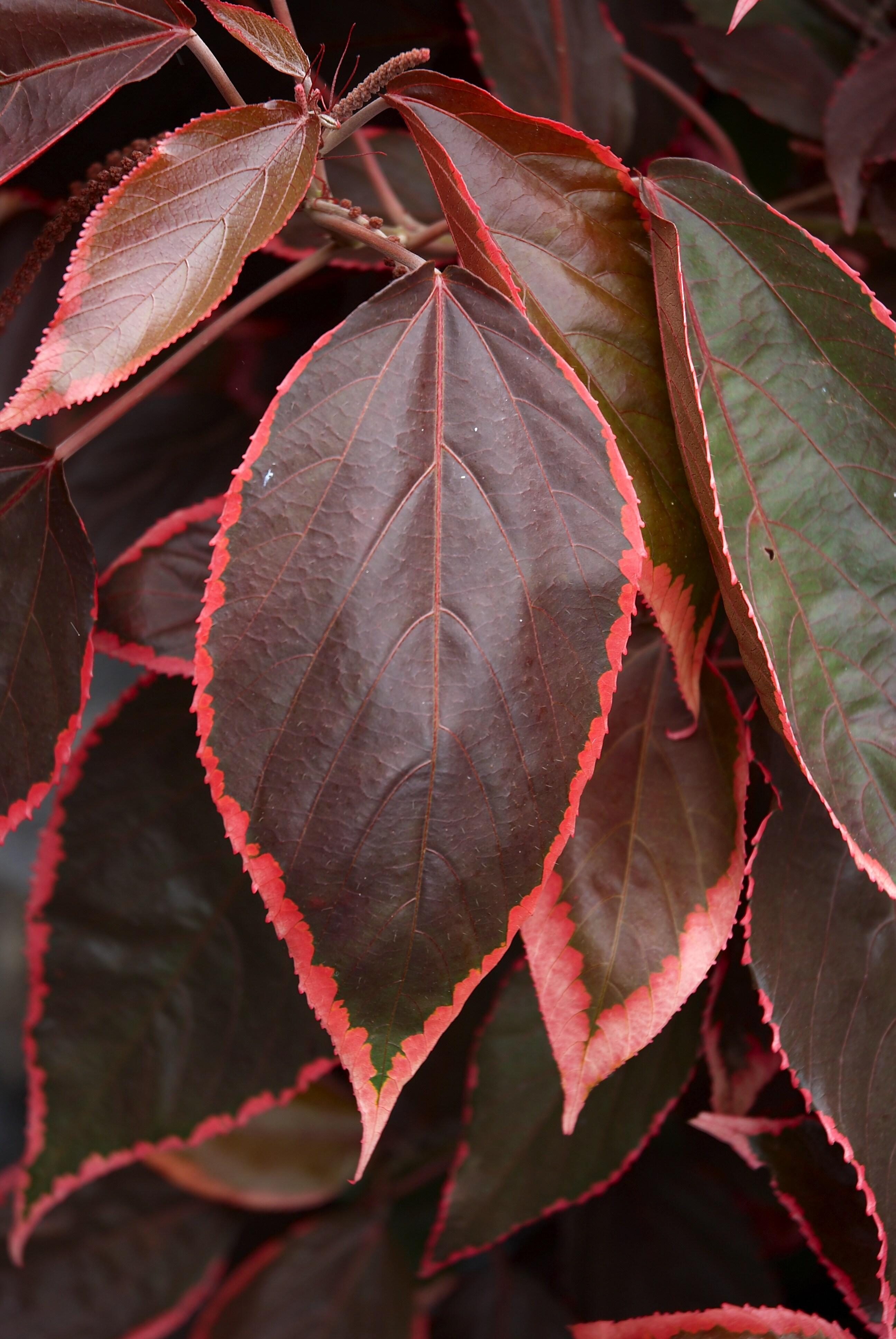
Hojas

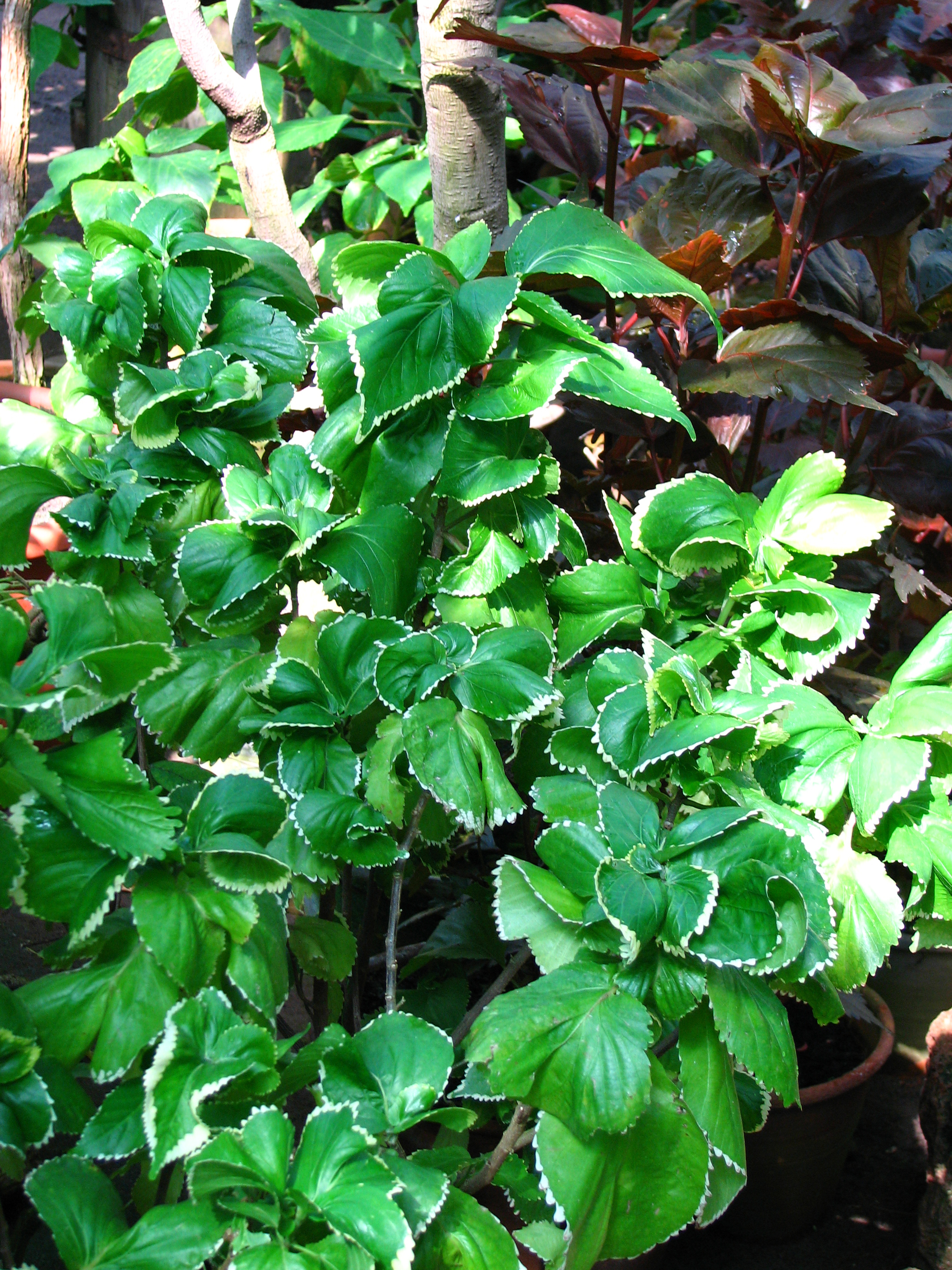
Follaje

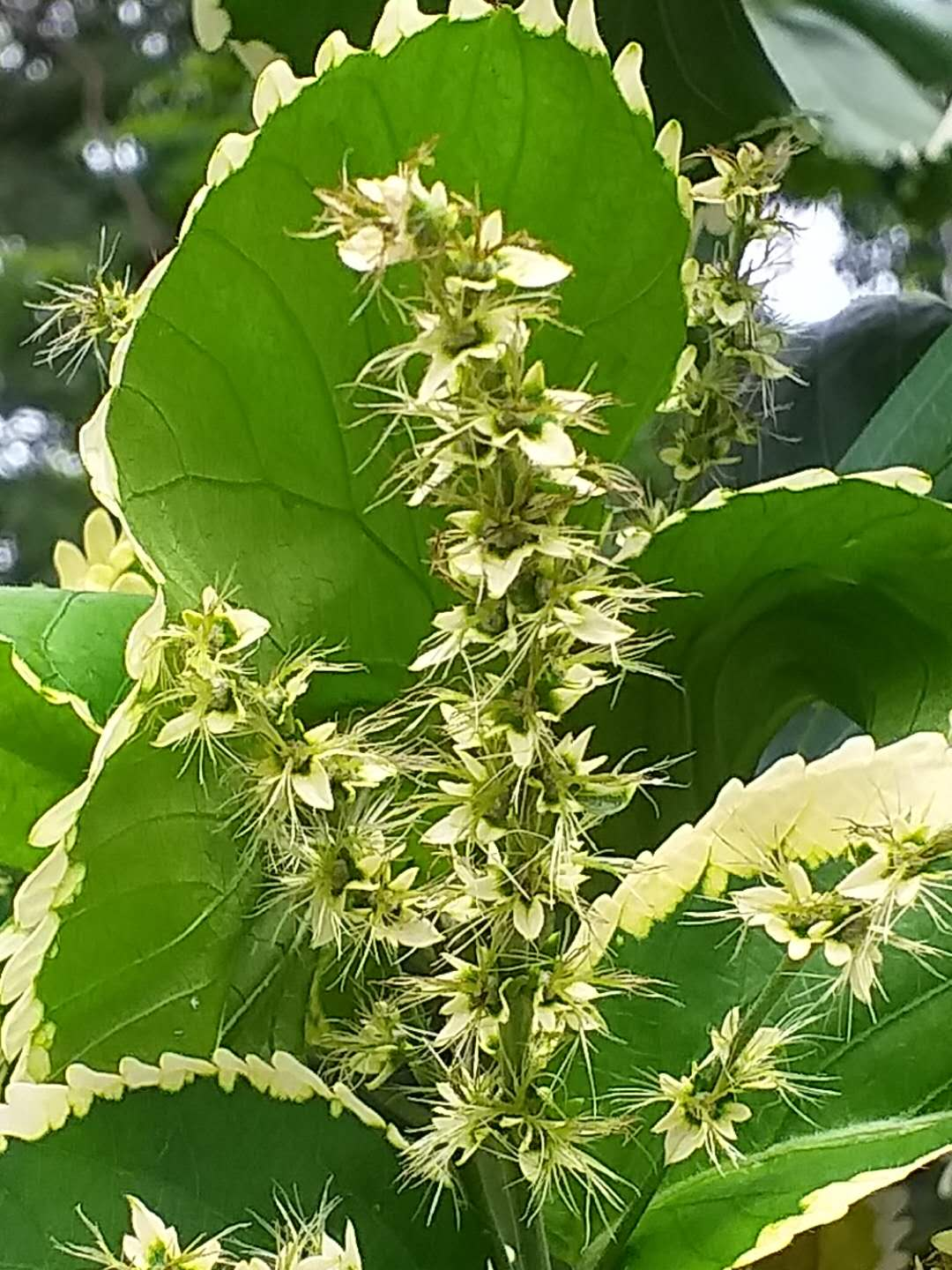
Inflorescencia

Era muy eficaz en el tratamiento de la Pitiriasis versicolor, Tinea pedia y Candida intetrigo con un 100% de curación. Oyelami et al. (2003) concluyeron que wilkesiana Acalypha pomada se puede utilizar para tratar la micosis superficiales. Akinyemi et al. (2005) evaluaron extractos crudos de seis plantas medicinales importantes, a saber Phyllantus discoideus, Ageratum conyzoides, Terminalia avicennioides, Bridelia ferruginea, Acalypha wilkesiana y Ocimum gratissimum, para encontrar actividad frente a Staphylococcus aureus resistente a la meticilina (SARM. El agua y los extractos etanólicos de estas plantas se obtuvieron a nivel local. Se utilizaron cepas de SARM aisladas de pacientes. Ambos extractos etanólicos y agua mostraron efectos sobre MRSA. concentración bactericida mínima (MBC) y la concentración de inhibición mínima (CIM) de estas plantas variaron desde 30,4 hasta 37,0 mg / ml y 18.2 -24,0 mg / ml, respectivamente. Un valor alto MBS se encontró en dos plantas y los otros cuatro contenía cantidades detectables de antraquinonas. Este estudio proporciona apoyo científico para el uso de Acalypha wilkesiana, T. avicennioides, O. gratissimum y P. discoidens contra enfermedades de base de MRSA. A. conyzoides y B. ferruginea eran insensibles contra las cepas de SARM.

## Taxonomía
Acalypha wilkesiana fue descrita por Johannes Müller Argoviensis y publicado en Prodromus Systematis Naturalis Regni Vegetabilis 15(2.2): 817–818. 1866.
Sinonimia
- Acalypha amentacea f. circinata (Müll.Arg.) Fosberg
- Acalypha amentacea subsp. wilkesiana (Müll.Arg.) Fosberg
- Acalypha circinata A.Gray ex Seem.
- Acalypha compacta Guilf. ex C.T.White
- Acalypha godseffiana Mast.
- Acalypha godseffiana var. heterophylla L.H.Bailey
- Acalypha hamiltoniana Bruant
- Acalypha illustris Pax & K.Hoffm.
- Acalypha macafeeana Veitch
- Acalypha macrophylla Veitch
- Acalypha marginata (Mill.) J.J.Sm.
- Acalypha musaica auct.
- Acalypha torta Pax & K.Hoffm.
- Acalypha tricolor Seem.
- Acalypha tricolor hort.
- Acalypha triumphans L.Linden & Rodigas
- Ricinocarpus wilkesianus (Müll.Arg.) Kuntze[6]